# Innervision
Innervision – piosenka grupy System of a Down. Pochodzi ona z trzeciego albumu grupy, Steal This Album!.

## Lista utworów
1. „Innervision” (Tankian, Malakian)